# Under the Mountain
Under the Mountain è un film fantasy del 2009 diretto da Jonathan King e tratto dal racconto omonimo del 1979 di Maurice Gee.

## Trama
Il film racconta delle avventure di due gemelli adolescenti, Theo e Rachel, mentre affrontano le forze oscure che si celano sotto i vulcani di Auckland.

## Distribuzione
Il film è stato presentato in anteprima al Puchon International Fantastic Film Festival nel luglio 2009.